# František Urban (politik)
František Urban (28. září 1899 České Budějovice – 29. března 1978 České Budějovice) byl český a československý politik Československé strany lidové a poúnorový poslanec Národního shromáždění ČSR.

## Biografie
Pocházel z velmi chudých poměrů. Vyučil se pekařem, místo ve svém oboru ale nesehnal, a tak pracoval jako dělník v tabákové továrně. V roce 1916 narukoval do rakousko-uherské armády a účastnil se bojů v Itálii. Po vzniku ČSR vstoupil do československé armády, s níž se jako dobrovolník účastnil bojů na Slovensku. Od roku 1920 byl zaměstnán u několika firem jako skladník a v roce 1930 se opět stal dělníkem v tabákové továrně, kde působil až do roku 1950. Od roku 1921 byl členem ČSL a křesťanských odborů. Ve straně zůstal i po únoru 1948. Během únorového převratu v roce 1948 totiž patřil v rámci lidové strany k frakci loajální vůči KSČ, která v ČSL převzala moc a proměnila ji na loajálního spojence komunistického režimu. V roce 1950 se stal referentem KNV v Českých Budějovicích. Měl pověst věrného stoupence Aloise Petra (výrazný představitel prokomunistického proudu v ČSL), kterého po jeho úmrtí nahradil v Národním shromáždění. Po roku 1954 se už politice neangažoval.
Po volbách v roce 1948 byl zvolen do Národního shromáždění za ČSL ve volebním kraji České Budějovice. Mandát nabyl až dodatečně v březnu 1952 jako náhradník poté, co zemřel poslanec Alois Petr. V parlamentu zasedal do konce funkčního období, tedy do voleb do Národního shromáždění roku 1954.